# Les Têtes de pioche
Pour l’article homonyme, voir Têtes de pioche.
Les Têtes de pioche est un journal féministe militant québécois fondé en 1975, et publié de mars 1976 à juin 1979. Produit mensuellement à Ahunstic (Montréal), le journal est publié huit fois par année.

## Historique
C’est en octobre 1975 que s’amorce le processus de création du journal. Six femmes (Nicole Brossard, France Théoret, Agathe Martin, Michèle Jean, Eliette Rioux et Martine Ross) issues de différents milieux se rassemblent, une fois par semaine, pour former un groupe de discussion autour d’enjeux féministes. De cette initiative naît Les Têtes de Pioche, publication se voulant héritière de Québécoises Deboutte!, revue féministe publiée par le Front de Libération des Femmes du Québec entre 1971 et 1974 (114). Le tirage de la revue se situe entre 1500 et 2 000 copies par mois.

## Principes fondateurs
Dans chaque numéro est explicitée l’origine du nom du journal : « LES pour notre solidarité; TÊTES parce que, dans cette affaire, le cœur ne suffit pas; DE PIOCHE pour notre entêtement ».
Les initiatrices du journal posent ainsi ses bases fondamentales : Les Têtes de Pioche est une publication se réclamant du féminisme radical. Elle vise à recenser et dénoncer les expériences d’oppression féminine sous toutes ses formes. Le journal se présente d’ailleurs comme une alternative féministe aux médias traditionnels, qui sont vivement critiqués pour leur caractère abrutissant.Si le but principal du journal est de faire circuler les actualités féministes, celui-ci se veut également un espace de discussion et de réflexion sur les enjeux touchant aux diverses réalités féminines. Au début de chaque numéro se trouve un éditorial signé par le Collectif.
Le concept de collectivité reste central, « constitue l’unité fondamentale » du projet Les Têtes de Pioche. Le Collectif, composé de femmes contributrices du journal, publie un éditorial où il expose le fruit de ses réflexions et de ses discussions au cours du mois. On parle ici de Collectif et non simplement de groupe puisque les femmes réunies par le journal tendent vers un but commun. Si l’utilisation du « Nous », dans une perspective de solidarisation des femmes, est répandue dans les différents textes produits par Les Têtes de Pioche, les contributrices s’assurent toutefois de conserver une certaine individualité. En effet, outre l’éditorial, chaque article est signé de façon individuelle.

## Idées défendues

### Féminisme radical
Les membres du Collectif Les Têtes de Pioche se définissent comme féministes radicales, dans la lignée directe des écrits de Kate Millett. Par conséquent, elles considèrent que l’oppression généralisée des femmes s’effectue au bénéfice des hommes par le patriarcat. Cette mouvance féministe se place dans un contexte d’effervescence sociale en Occident, où d’autres mouvements sociaux s’attaquent aux structures globales d’oppression. Par exemple, les années de publication des Têtes de Pioche correspondent aux années les plus prolifiques des groupes marxistes-léninistes au Québec. 
Le journal se penche sur une multitude de sujets touchant à la réalité féminine, tentant ainsi d’explorer toutes les facettes de ce qui constituerait l'oppression patriarcale. Les contributrices du journal critiquent donc, tour à tour, le travail bénévole des femmes au foyer, la séparation genrée du travail rémunéré, les violences physiques et psychologiques perpétuées par les hommes, la médicalisation de la santé mentale des femmes, le mythe du matriarcat québécois, etc. Les féministes des Têtes de Pioche s'accordent  d'ailleurs le droit à l'agressivité dans leurs témoignages, leur travail de dénonciation "ne pouvant s'effectuer sans colère ni violence".  

### Autonomisation des femmes
L'autonomisation des femmes et de leur lutte constitue la tangente fondamentale de l'esprit des Têtes de Pioche. La publication, en elle-même, est une manifestation de cette recherche d'autonomie. Après la disparition de Québécoises Deboutte!, les premières membres du Collectif s'inquiètent de la place qu'occupent les actualités féministes dans la presse traditionnelle. Le journal Les Têtes de Pioche vise donc à remettre de l'avant les enjeux féministes, et ceci indépendamment des médias traditionnels.
La recherche d’autonomie des femmes prend plusieurs formes dans les sujets abordés par le journal. La question de la maternité occupe une place importante dans les préoccupations du Collectif. Celui-ci critique la maternité imposée en reprenant une formule marxiste : « L’opium des femmes, c’est la maternité telle qu’on nous force à la vivre présentement ». Cette position n’est toutefois pas un refus de la maternité, mais plutôt une recherche d’autonomie. Le Collectif voit la maternité comme une situation qui devrait être désirée, et vécue dans les termes que les femmes auront choisis. De là découle le nécessaire libre-choix des femmes notamment en ce qui a trait à la contraception et à l’avortement.
L’autonomisation des femmes passe, selon le Collectif, par une nécessaire solidarité féminine, selon l’idéal de la sororité. Dans cette perspective, Les Têtes de Pioche couvre et fait la critique d’œuvres féministes, comme le roman L'Euguélionne. Des dossiers sont également dédiés à des initiatives culturelles féministes, comme la création des Éditions du remue-ménage. Cette couverture s'inscrit dans un projet de solidarisation des femmes, le Collectif s'assurant de se garder au fait de ce qui est produit dans les autres champs culturels.
La solidarité féminine, pour le Collectif, passe également par la valorisation des expériences individuelles. En effet, pour mieux comprendre l’oppression globale des femmes, le journal mise sur un espace de discussion où chacune des contributrices est invitée à partager les enjeux qui la préoccupent. C’est pourquoi le journal Les Têtes de Pioche donne une place importante aux témoignages dans ses numéros, créant un lieu d’échange et de discussion visant l’inclusion d’une diversité de réalités féminines. 

## Dynamiques internes

### Distanciation d’avec le mouvement marxiste-léniniste
Si les féministes des Têtes de Pioche se rapprochent un moment du marxisme-léninisme, elles s’en distancent assez rapidement. Durant la première année de publication du journal, des féministes marxistes font partie du Collectif. Les discussions et les désaccords sur la question entre les membres du Collectif transparaissent dans les différents articles publiés, où les contributrices exposent leur point de vue sur le meilleur moyen de mener la lutte féministe. L’édition de novembre 1976 présente d’ailleurs, sur la même page, deux articles de fonds sur la question. Raymonde Lorrain défend la nécessaire indépendance du féminisme, sans quoi il sera toujours subordonné à d’autres luttes. Marie Beaulne, quant à elle, considère que la convergence des luttes représente le moyen le plus efficace pour assurer la libération de toutes et de tous et ainsi éviter de reconduire les structures de pouvoir bourgeois à l’intérieur des groupes féministes.
Cette édition de novembre 1976 est décisive puisque le 8 décembre 1976, le Collectif tranche finalement, après une année de débats et de réflexions, pour la primauté de la lutte féministe sur la lutte des classes. Les féministes marxistes quittent alors le Collectif et laissent leur place aux féministes radicales. Malgré tout, la question de la lutte des classes ne s’efface pas complètement des publications des Têtes de Pioche. L’utilisation du joual dans certains articles montre en effet une conscience de classe, ainsi qu’un désir de rallier autant les féministes du milieu ouvrier que des milieux intellectuels bourgeois. Les membres du Collectif ont par ailleurs conscience des "couches d'oppression qui s'accumulent sur les femmes", principalement par rapport à leur classe sociale.   

### Féminisme lesbien
Les féministes des Têtes de Pioche, dans quelques articles parus au cours des années, affirment ne pas prôner un féminisme lesbien. En effet, elles se défendent de rêver "d'un monde où toutes les femmes seraient lesbiennes-féministes" et tiennent plutôt un discours d'ouverture aux différents lectorats.
Marie-Andrée Bergeron note que la transparence est importante dans le discours des Têtes de Pioche, notamment en ce qui a trait aux questions du marxisme et du féminisme lesbien. Armande Saint-Jean, membre du Collectif d'avril 1978 à juin 1979, note pour sa part que la question de l'orientation sexuelle a pu être source de conflit entre les contributrices du journal. Elle explique que d'anciennes membres du Collectif "regrettent que les divergences de classe ou de sexualité n'aient pas été exprimées plus ouvertement ou plus fréquemment dans le journal".

## Postérité
Alors que les contributrices placent Les Têtes de Pioche au centre des débats féministes de la fin des années 1970 au Québec, Marie-Andrée Bergeron note que le journal jouit d’une reconnaissance assez faible dans les études scientifiques, mais profite somme toute d’une légitimité que d’autres publications comme Québécoises Deboutte! ne bénéficieront pas. Cette reconnaissance peut en outre venir en partie de la présence de Nicole Brossard et France Théoret dans le projet, ces deux femmes jouissant d’une certaine notoriété à l’époque pour leurs activités dans le monde littéraire. 
Les Éditions du remue-ménage, en 1980, publient un recueil des 23 numéros du journal Les Têtes de Pioche, premier ouvrage faisant partie de la collection « Mémoires de femmes ».